# Twierdzenie Mazura-Ulama
Twierdzenie Mazura-Ulama – twierdzenie dwóch matematyków lwowskiej szkoły matematycznej, Stanisława Mazura i Stanisława Ulama, mówiące, że jeżeli {\displaystyle V} i {\displaystyle W} są przestrzeniami unormowanymi nad {\displaystyle \mathbb {R} ,} a przekształcenie
{\displaystyle f\colon V\to W}
jest (suriektywną) izometrią, to {\displaystyle f} jest afiniczne.